# Philippe-Paul de Ségur

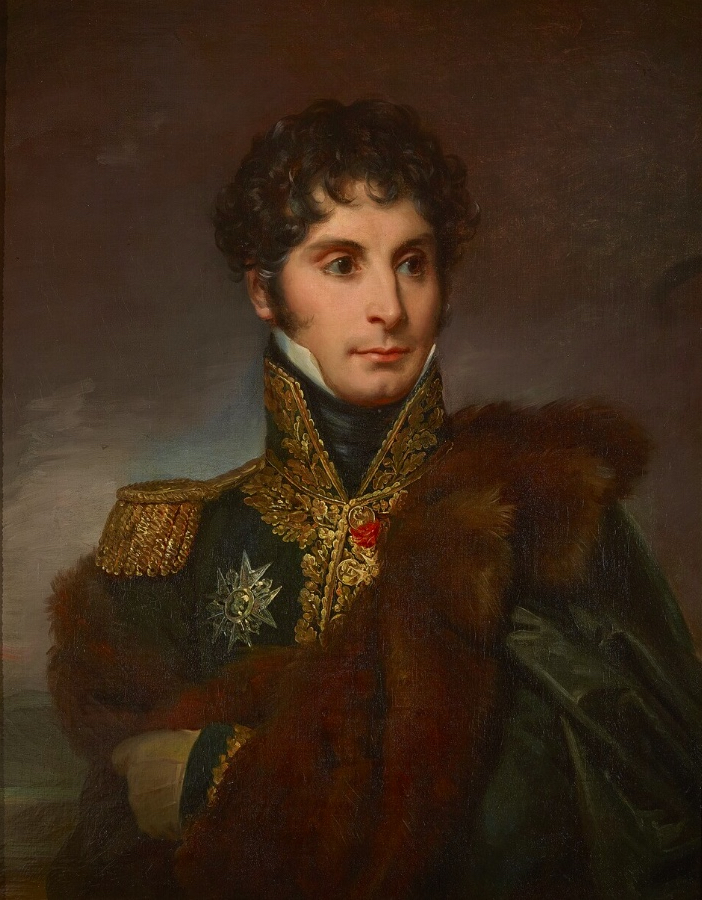
Philippe-Paul de Ségur, door Amroise Tardieu

Philippe-Paul graaf van Ségur (Parijs, 4 november 1780 - Parijs, 25 februari 1873) was een Franse militair en historicus. Hij was de zoon van Louis Philippe de Ségur. 
Hij schreef zich in bij de cavalerie in 1800 en ontving direct een aanstelling onder generaal MacDonald in Zwitserland. Van deze campagne publiceerde hij in 1802 een verslag. Door de invloed van kolonel Duroc wist Ségur een aanstelling bij de persoonlijke staf van Napoleon te krijgen. In deze functie diende hij in de meeste van de belangrijke militaire veldtochten tijdens het Eerste Keizerrijk, vaak op diplomatieke missies. In de campagne in Polen in 1807 werd hij door de Russen gevangengenomen, maar hij werd met het sluiten van de Vrede van Tilsit weer uitgewisseld. Door zijn moedige optreden tijdens de cavalerieaanval bij Somosierra op 30 november 1808 verdiende hij de rang van kolonel, hoewel zijn wonden hem dwongen terug te keren naar Frankrijk.
In 1812 maakte hij als brigade-generaal onderdeel uit van de Grande Armée tijdens de invasie van Rusland. Ook onderscheidde hij zich tijdens de Slagen bij Hanau (oktober 1813) en Reims (maart 1814). In 1818 ging hij met pensioen, nadat Napoleon, na zijn terugkeer tijdens de Honderd Dagen, definitief was verslagen. Tijdens zijn pensioen schreef hij een verslag van de veldtocht naar Rusland in 1812, dat vele malen werd herdrukt. Na de installatie van de Julimonarchie ontving hij in 1831 de rang van luitenant-generaal en de adellijke titel van graaf. Ook werd hij lid van de Académie Francaise en ontving hij het grootkruis de Legion d'Honneur in 1847. Na de Februarirevolutie in 1848 trok hij zich wederom terug uit het openbare leven. 

## Gezin
Philippe-Paul de Ségur trouwde in 1806 met Antoinette Charlotte le Gendre de Luçay. Samen kregen zij drie kinderen:
- Louis Paul Charles Philippe (1809-1886)
- Marie Charlotte Antoinette (1810-1883); trouwde met Guy Charles Oscar du Val de Bonneval
- Napoléon Louis Octave (1811-1832)

Na het overlijden van zijn eerste vrouw in 1813 hertrouwde hij in 1826 met Marie Françoise Louise Célestine de Vintimille de Luc. Samen kregen zij 2 kinderen:
- Célestine Marie Amédée (1830-1911); trouwde met Louis Albert de la Forest d'Armaillé
- Marie-Laure (1832-1867); trouwde met Louis François Hector de Galard de Saldebru